# Hieracium apoldense
Hieracium apoldense es una especie de planta con flor del género Hieracium, de la familia Asteraceae, orden Asterales.

## Distribución
Hieracium apoldense se distribuye por Noruega.

## Taxonomía
Fue descrita científicamente por Omang. Fue publicada en Nyt Mag. Naturvidensk. 48: 205 (1910).